# Neath FC
A Neath FC (walesi nyelven Clwb Pêl-droed Castell Nedd) walesi labdarúgóklub, amelyet 2005-ben alapítottak Neathben. Jelenleg a walesi élvonal tagja. Hazai mérkőzéseit a The Gnollban rendezi.

## Névváltozások
- 2005–2008: Neath Athletic (a Neath FC és a Skewen Athletic fúziójával)

2008 óta jelenlegi nevén szerepel.

## Eredményei

### Bajnoki múlt
A Neath FC a 2010–11-es szezonig összesen 4 bajnoki évet töltött az walesi labdarúgó-bajnokság élvonalában.
| Idény   | Helyezés |
| ------- | -------- |
| 2007–08 | 7. hely  |
| 2008–09 | 14. hely |
| 2009–10 | 9. hely  |
| 2010–11 | 3. hely  |
| 2011–12 |          |

### Nemzetközikupa-szereplés

#### Összesítve
| Kupa        | M | GY | D | V | LG–KG |
| ----------- | - | -- | - | - | ----- |
| Európa-liga | 2 | 0  | 0 | 2 | 1–6   |
| Összesen    | 2 | 0  | 0 | 2 | 1–6   |

#### Szezonális bontásban
| Kupa        | Szezon    | Forduló         | Ellenfél     | 1. mérk. | 2. mérk. | Össz. |
| ----------- | --------- | --------------- | ------------ | -------- | -------- | ----- |
| Európa-liga | 2011–2012 | 1. selejtezőkör | Aalesunds FK | 1–4      | 0–2      | 1–6   |

Megjegyzés: Az eredmények minden esetben a Neath FC szempontjából értendők, a dőlten írt mérkőzést hazai pályán játszotta.

## Forrásjegyzék
- Hivatalos honlap (angolul)
- Adatlapja az Európai Labdarúgó-szövetség (UEFA) oldalán (angolul)
- Adatlapja Archiválva 2016. augusztus 20-i dátummal a Wayback Machine-ben a foot.dk-n (dánul)
- Adatlapja Archiválva 2011. október 25-i dátummal a Wayback Machine-ben a Weltfussballarchivon (angolul)
- Aktuális keret a Transfermarkton (angolul), (németül)
- Legutóbbi mérkőzései a Soccerwayen (angolul)